# Моборже
Моборже (фр. Mauborget) — громада  в Швейцарії в кантоні Во, округ Юра-Нор-Водуа.

## Географія
Громада розташована на відстані близько 65 км на захід від Берна, 36 км на північ від Лозанни.
Моборже має площу 5,5 км², з яких на 4,2% дозволяється будівництво (житлове та будівництво доріг), 25,5% використовуються в сільськогосподарських цілях, 70,1% зайнято лісами, 0,2% не є продуктивними (річки, льодовики або гори).

## Демографія
2019 року в громаді мешкало 120 осіб (+25% порівняно з 2010 роком), іноземців було 6,7%. Густота населення становила 22 осіб/км².
За віковим діапазоном населення розподілялося таким чином: 15% — особи молодші 20 років, 51,7% — особи у віці 20—64 років, 33,3% — особи у віці 65 років та старші. Було 58 помешкань (у середньому 2,1 особи в помешканні).
Із загальної кількості 22 працюючих 13 було зайнятих в первинному секторі, 0 — в обробній промисловості, 9 — в галузі послуг.